# Warmsen
Warmsen ist eine Gemeinde in der Samtgemeinde Uchte im Landkreis Nienburg/Weser in Niedersachsen. Die Gemeinde hat etwa 3.500 Einwohner und erstreckt sich auf einer Fläche von 81,61 Quadratkilometern.

## Geografie
Warmsen liegt zwischen Uchte im Nordosten und Diepenau im West-Südwesten etwa 5 km südöstlich des Großen Moors.

## Name
Der Name besteht aus „war“, alte Bezeichnung für „Sumpf“ oder „Moor“, „apa“, alte Bezeichnung für „Wasser“, und „Hausen“, Ansiedlung mehrerer Häuser, was übersetzt „Häuser an einem moorigen Gewässer“ bedeutet.

## Gemeindegliederung
- Bohnhorst
- Brüninghorstedt
- Großenvörde
- Sapelloh
- Hauskämpen
- Warmsen

## Geschichte
Im Hoyer Urkundenbuch werden Warmsen 1096, der Ortsteil Bohnhorst 1210, Brüninghorstedt 1289 erwähnt. Im Westfälischen Urkundenbuch wird der Ortsteil Hauskämpen 1234 erstmals erwähnt. Bereits im Mittelalter gab es aufgrund der geographischen Grenzlage des Öfteren Streit um die Zugehörigkeit der Orte zwischen den Grafen von Hoya und den Mindener Bischöfen.
Eine eigene Kirche, die später mit Fachwerkanbauten erweitert wurde, erhielt Warmsen 1226 mit der Georgskirche.
Sowohl in Bohnhorst als auch in Warmsen finden sich Linden, die im Dreißigjährigen Krieg von Tilly als Gerichtslinden genutzt worden sein sollen und unter dem Namen „Tilly-Linde“ bekannt sind.
Nachdem im Jahre 1582 die Ortschaft an das Herzogtum Braunschweig-Lüneburg übertragen wurde, gehörte das heutige Gebiet der Gemeinde Warmsen seit dem 19. Jahrhundert erst zum Königreich Hannover und wurde 1866 preußisch.

## Eingemeindungen
Am 1. März 1974 wurden die Gemeinden Bohnhorst, Brüninghorstedt, Großenvörde und Sapelloh eingegliedert.

## Politik

### Gemeinderat
Der Rat der Gemeinde Warmsen besteht aus 15 Ratsfrauen und Ratsherren. Dies ist die festgelegte Anzahl für die Mitgliedsgemeinde einer Samtgemeinde mit einer Einwohnerzahl zwischen 3001 und 5000 Einwohnern. Die Ratsmitglieder werden durch eine Kommunalwahl für jeweils fünf Jahre gewählt. Die aktuelle Amtszeit begann am 1. November 2021 und endet am 31. Oktober 2026.
Die letzte Kommunalwahl am 12. September 2021 ergab das folgende Ergebnis:
| Partei | Anteilige Stimmen | Anzahl Sitze |
| ------ | ----------------- | ------------ |
| CDU    | 56,90 %           | 8            |
| SPD    | 27,34 %           | 4            |
| Grüne  | 11,00 %           | 2            |
| FDP    | 4,76 %            | 1            |

Die Wahlbeteiligung bei der Kommunalwahl 2021 lag mit 67,11 % über dem niedersächsischen Durchschnitt von 57,1 %.

### Bürgermeister
Der Gemeinderat wählte erneut das Gemeinderatsmitglied Karsten Heineking (CDU) zum ehrenamtlichen Bürgermeister für die aktuelle Wahlperiode.

## Kultur und Sehenswürdigkeiten
- Gehannfors Hof ist ein restaurierter Bauernhof, der für diverse Veranstaltungen im Freizeit- und Kulturbereich genutzt wird.[8]
- Windmühle Hoyersvörde
- Georgskirche
- Windmühle Mösloh
- Die Strecke der Museumseisenbahn Rahden–Uchte führt direkt durch Bohnhorst und Warmsen.

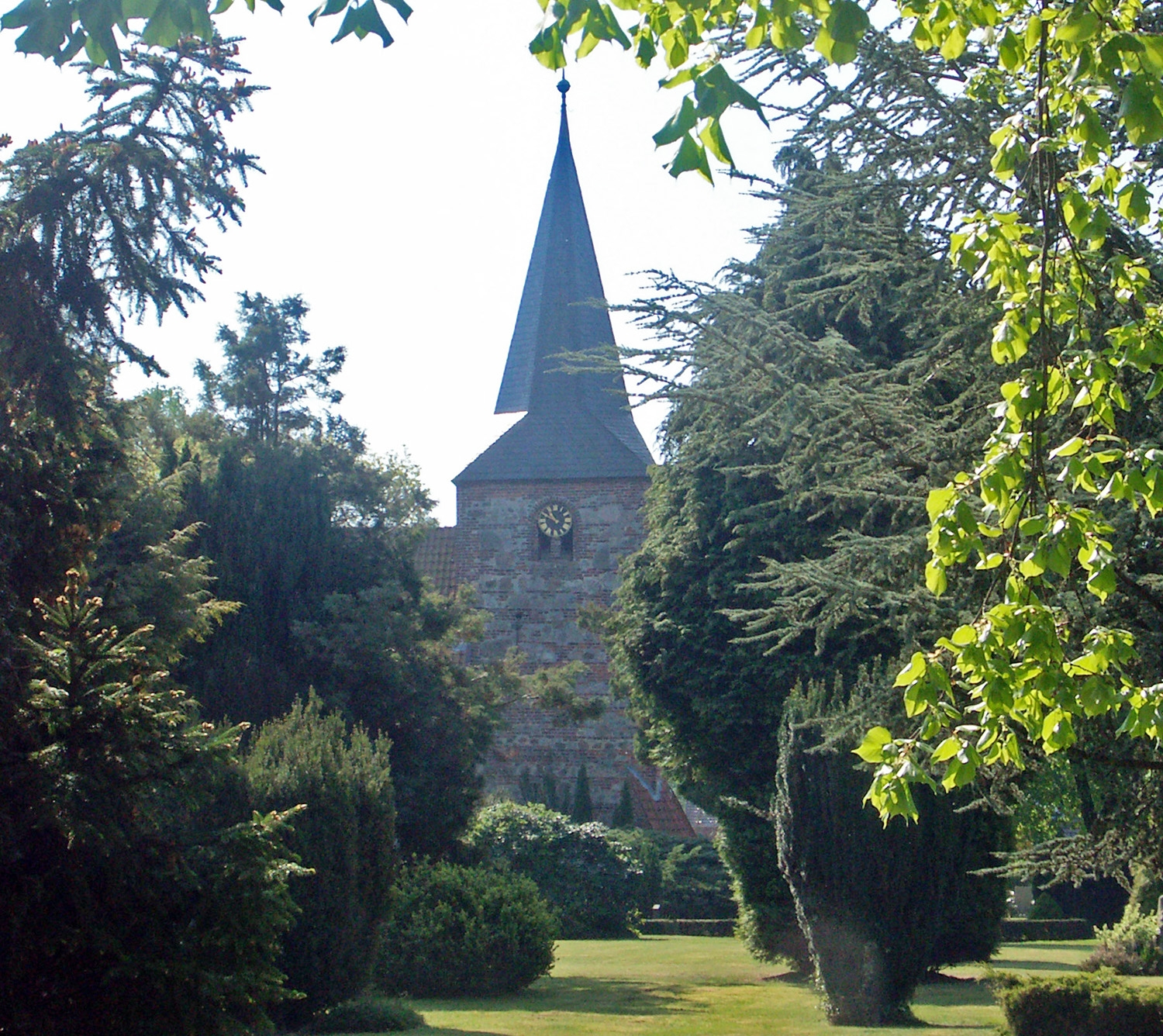
Die St.-Georgs-Kirche in Warmsen
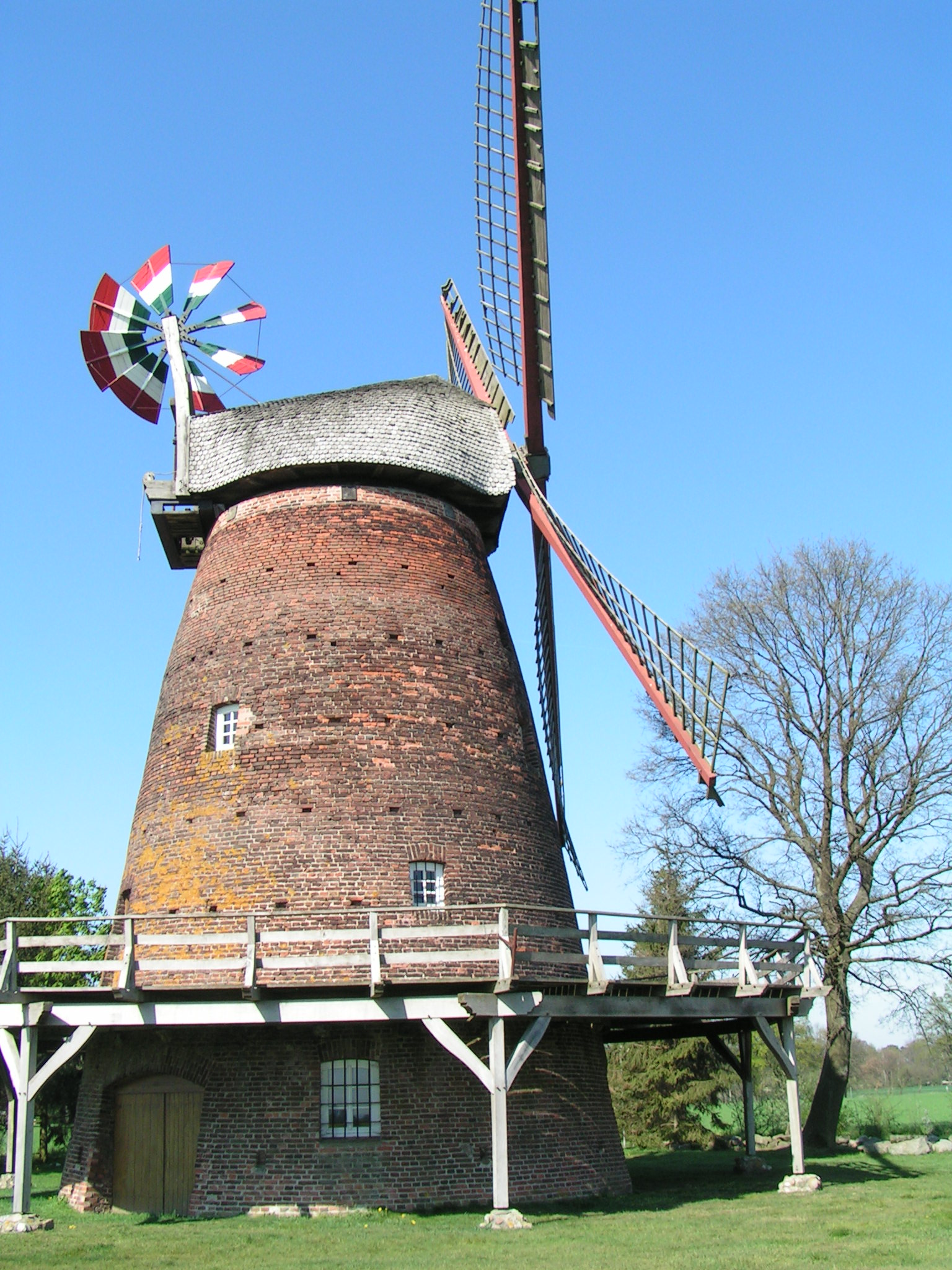
Die Windmühle Hoyersvörde
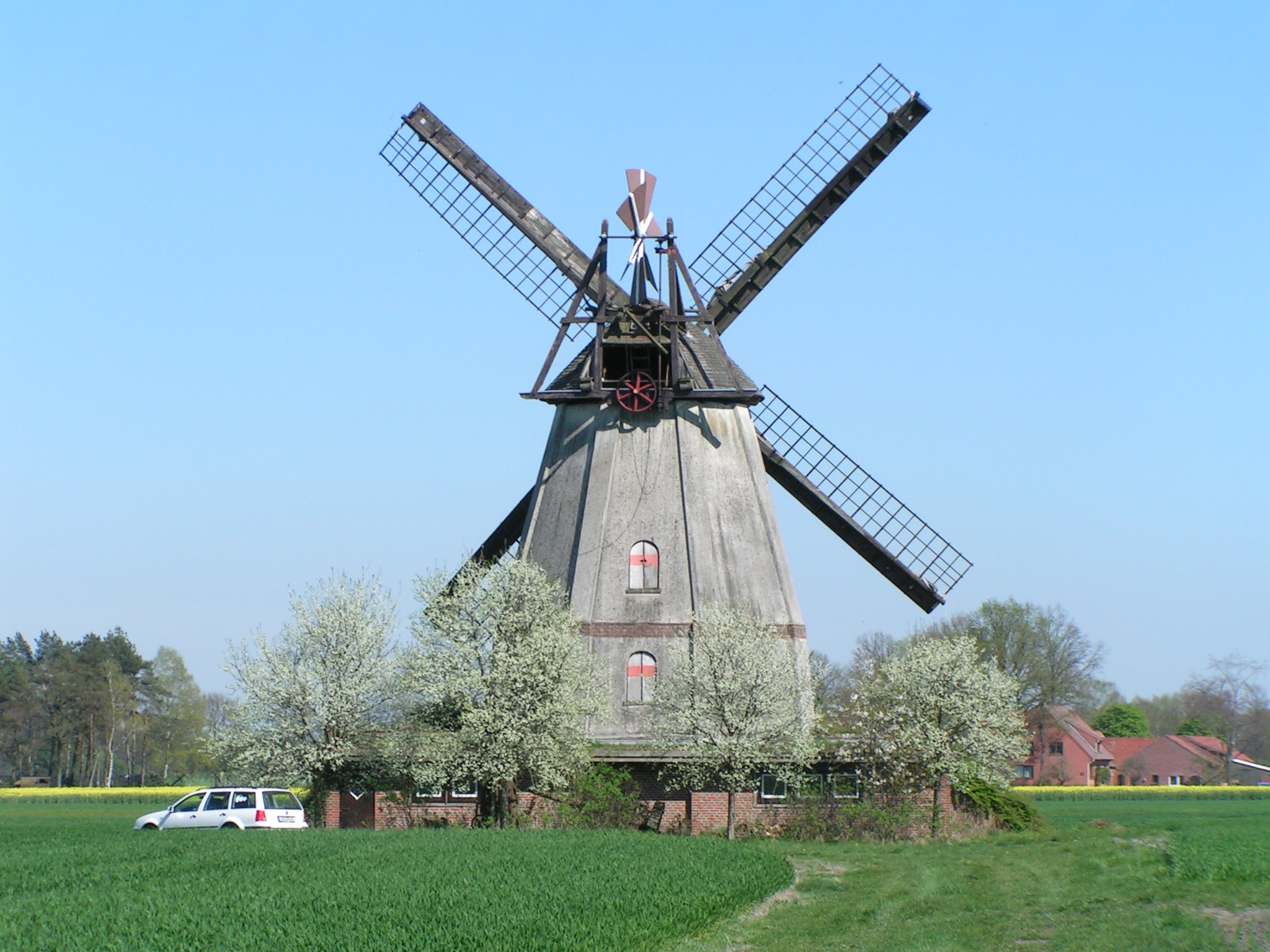
Die Windmühle Mösloh
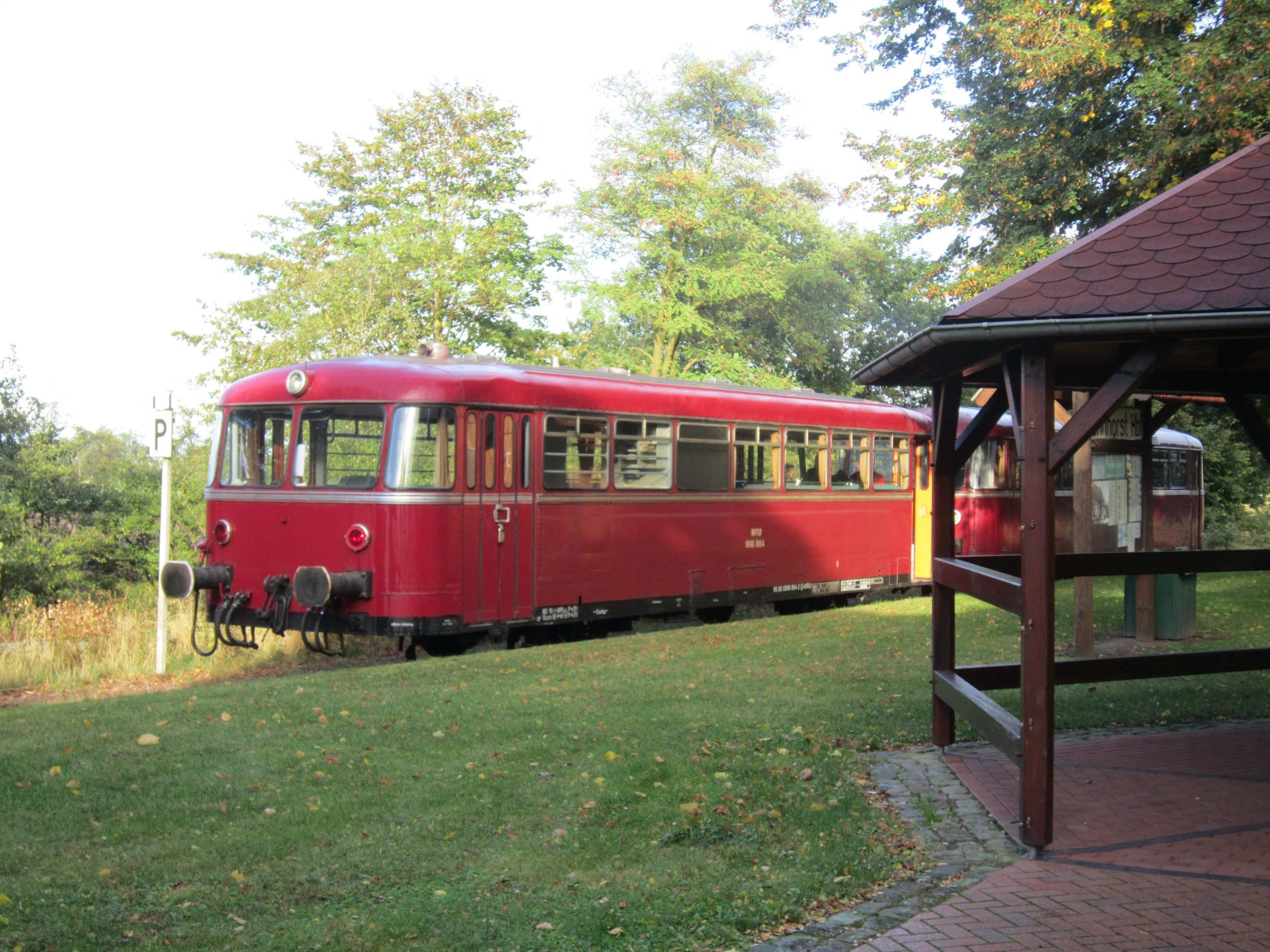
Schienenbus der Museumsbahn Rahden–Uchte am Haltepunkt Bohnhorst

## Wirtschaft und Infrastruktur

### Verkehr
Warmsen liegt an der Bahnstrecke Uchte–Rahden. Es verkehren Züge der Museumseisenbahn Rahden–Uchte.

## Sonstiges
- Erster Preis im Wettbewerb „Schönstes Dorf im Landkreis Nienburg“ im Jahre 1990